# Famille Staël von Holstein
Pour les articles homonymes, voir Croy (homonymie), Staël et Holstein (homonymie).
La famille Staël von Holstein ou von Staël-Holstein est une famille de la noblesse immémoriale allemande originaire de Westphalie qui a suivi les chevaliers teutoniques en Livonie dont une branche a essaimé au XVe siècle sur les rives de la Baltique, en Suède, dans l'Empire russe, puis en France. Ses représentants les plus fameux en France, sont Madame de Staël (née Necker) et le peintre Nicolas de Staël.

## Histoire
La famille prend son origine en Westphalie, puis le château d'Holstein, près de Hombourg dans le landgraviat de Hesse-Darmstadt[réf. nécessaire] , est en sa possession. Les Staël combattent en Livonie et y acquièrent des domaines seigneuriaux. La Livonie étant passée sous domination suédoise au XVIe siècle, met les Staël von Holstein au service de la couronne suédoise. Ils sont inscrits au registre de la noblesse suédoise, le 16 octobre 1652, à la Riddarhuset et font partie de la haute noblesse. Trois lignées sont élevées au titre de baron: celle d'Otto Wilhelm Staël von Holstein en 1719, celle de Georg Bogislaus Staël von Holstein en 1731 (éteinte en 1763), celle d'Erik Magnus Staël von Holstein en 1788. Cette dernière s'installe en France à la fin du XVIIIe siècle, puis au début du XIXe siècle et s'éteint.
Les provinces de Livonie (en partie en Estonie actuelle et en Lettonie actuelle) et d'Estland (en partie en Estonie actuelle) deviennent le gouvernement de Livonie et le gouvernement d'Estland lorsqu'elles passent sous l'administration de l'Empire russe au début du XVIIIe siècle, ce qui est confirmé par la paix de Nystad en 1721. Les Staël, comme les autres familles de la noblesse, dite aujourd'hui noblesse germano-balte, se voient confirmer leurs privilèges et leurs titres par les assemblées de la noblesse de Livonie et d'Estland, et la langue administrative de ces provinces demeure l'allemand, jusqu'en 1918. L'empereur Alexandre II de Russie reconnaît aussi en 1869 leur titre de baron balte, pour l'Empire. Des membres de la branche russe émigrent en France après la révolution de 1917, dont le futur peintre Nicolas de Staël.

## Personnalités

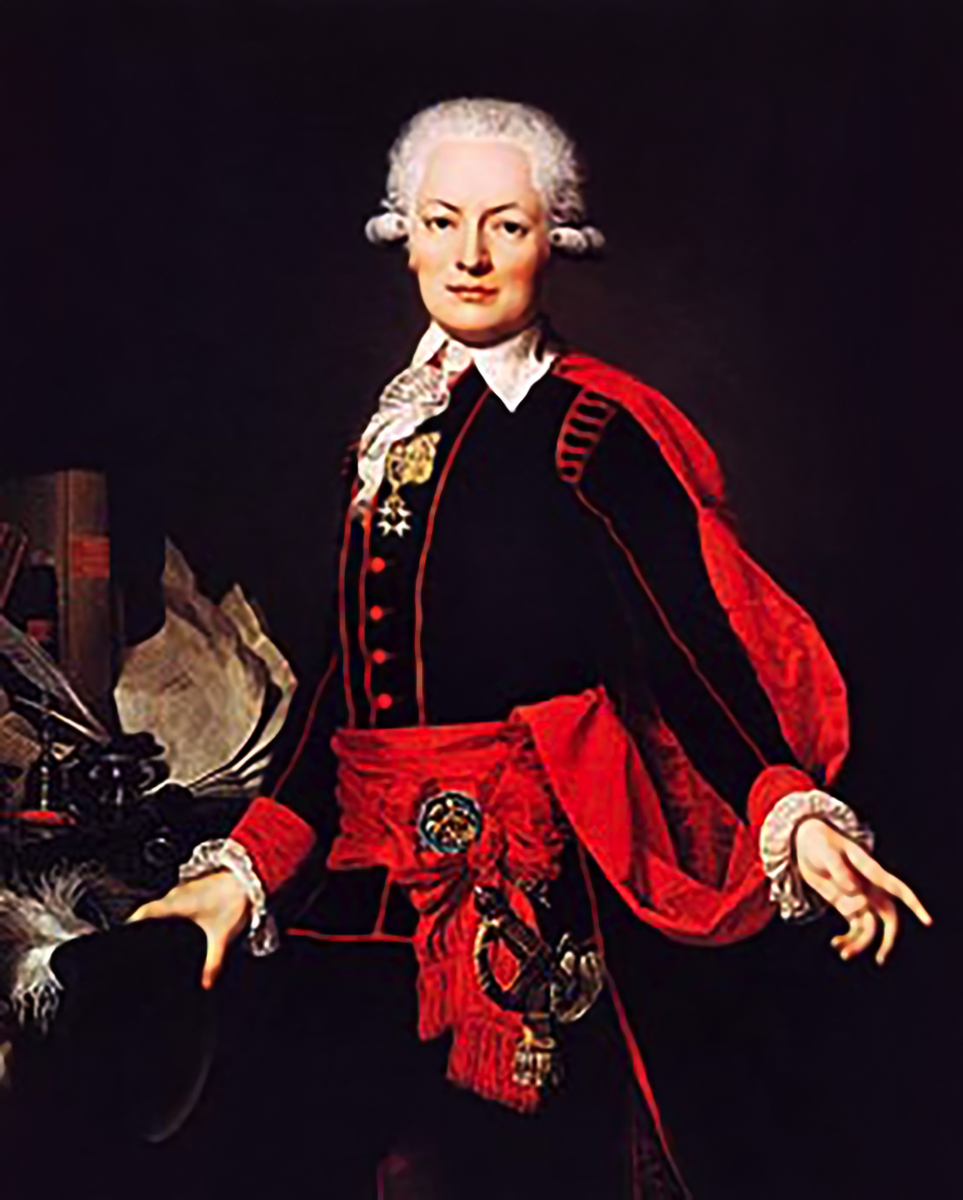
Portrait du baron de Staël

- Johann Stael von Holstein (mort en 1512), membre de l'Ordre Livonien et bailli de Jerwen
- Jakob Staël von Holstein (1628-1679), Landmarschall de la Livonie suédoise
- Johann Staël von Holstein (1636-1703), officier de l'armée suédoise et seigneur de domaines en Ingrie
- Otto Wilhelm Staël von Holstein (1668-1730), officier de l'armée suédoise et baron suédois
- Fabian Ernst Staël von Holstein (1672-1730), lieutenant-général suédois et président de l'assemblée de la noblesse d'Estland
- Jakob Axel Staël von Holstein (1680-1730), officier de l'armée suédoise
- Georg Bogislaus Staël von Hosltein (1685-1763), baron suédois et Feldmarschall
- Fabian Ernst Staël von Holstein (1727-1772), président de l'assemblée de la noblesse du gouvernement d'Estland
- Erik Magnus de Staël-Holstein (1749-1802), baron suédois et ambassadeur, époux de Germaine Necker, connue dans l'histoire de la littérature comme Madame de Staël
- Corfitz Ludwig Staël von Hosltein (1753-1819), diplomate suédois
- Karl Gustav Staël von Holstein (1761-1816), officier de l'armée impériale russe
- Anne-Louise-Germaine Necker, baronne de Staël-Holstein (1766-1817), connue sous le nom de Madame de Staël, romancière, épistolière et philosophe
- Auguste-Louis de Staël-Holstein (1790-1827), fils aîné de Germaine de Staël, littérateur, philanthrope membre du Comité pour l'abolition de la traite des Noirs[1]
- Johann Alexander Staël von Holstein (1798-1868), officier de l'armée impériale russe
- Berend Fabian Staël von Holstein (1810-1898), général-major de l'armée impériale russe
- Alexandre von Staël-Holstein (1877-1937), né sujet de l'Empire russe, puis apatride, et enfin citoyen estonien, orientaliste, sinologue, traducteur du sanscrit, spécialiste des civilisations de l'Inde et de l'Asie moyenne
- Nicolas de Staël (1914-1955), peintre français, né sujet russe

## Anciens domaines

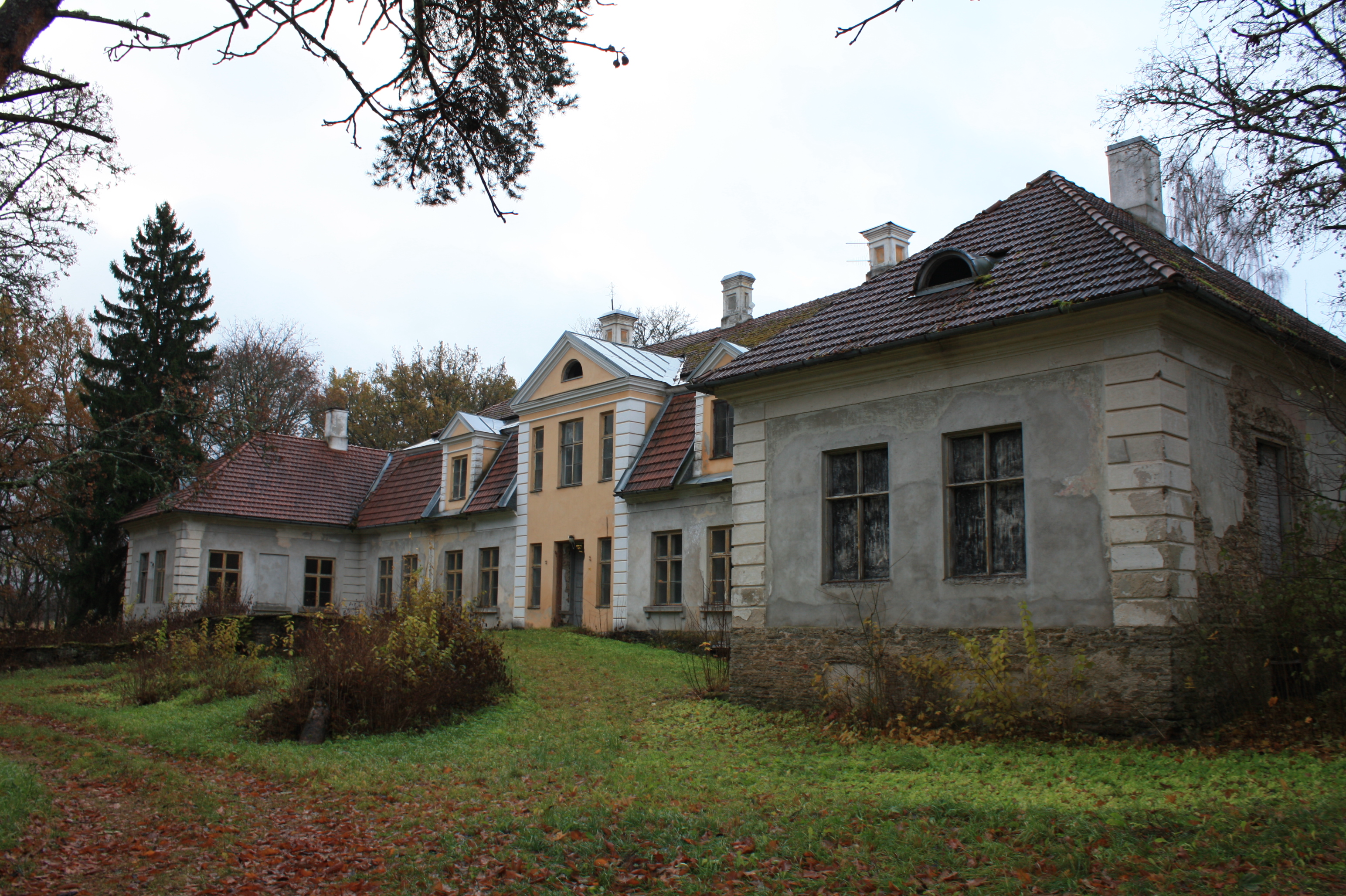
Vue du manoir de Kotzum

- Château d'Annia (ou Hannijöggi) (aujourd'hui Anija en Estonie)
- Manoir d'Assik (aujourd'hui Pärinurme en Estonie)
- Domaine de Kotzum (aujourd'hui Kodasoo en Estonie), de 1769 à 1857
- Château de Meks (aujourd'hui à Ravila en Estonie)
- Manoir de Staelenhof (aujourd'hui Taali en Estonie)
- Manoir de Testama (aujourd'hui Tõstamaa en Estonie)
- Manoir d'Uhla (aujourd'hui Uulu en Estonie)
- Manoir de Samm (aujourd'hui Samma en Estonie)
- Manoir de Surri (aujourd'hui Suru en Estonie)
- Manoir de Tammist (aujourd'hui Tammiste en Estonie)